# Montiel
Montiel település Spanyolországban, Ciudad Real tartományban. Montiel Alcaraz, Alhambra, Albaladejo, Alcubillas, Villanueva de los Infantes, Fuenllana, Villahermosa, Villanueva de la Fuente, Bienservida, Torres de Albanchez, Villarrodrigo, Siles, Orcera, Villamanrique, Puebla del Príncipe, Almedina, Santa Cruz de los Cáñamos, Terrinches, Cózar, Torre de Juan Abad, Valdepeñas és Carrizosa községekkel határos. Lakosainak száma 1197 fő (2024).

## Népesség
A település népessége az elmúlt években az alábbi módon változott:
| Lakosok száma | 1666 | 1689 | 1656 | 1593 | 1562 | 1472 | 1400 | 1315 | 1256 | 1197 |
|               | 2001 | 2004 | 2006 | 2009 | 2011 | 2014 | 2016 | 2019 | 2021 | 2024 |